# Shuangquan, Chongqing
Shuangquan (kinesiska: 双泉) är en socken i sydvästra Kina. Den ligger i häradet Youyang i storstadsområdet Chongqing, omkring 210 kilometer öster om det centrala stadsdistriktet Yuzhong. Antalet invånare är 8 875. Befolkningen består av 4 314 kvinnor och 4 561 män. Barn under 15 år utgör 26,0 %, vuxna 15-64 år 59 %, och äldre över 65 år 13,0 %.